# Burrton
Burrton är en ort i Harvey County i Kansas. Vid 2010 års folkräkning hade Burrton 901 invånare.

## Kända personer från Burrton
- Milburn Stone, skådespelare